# 돈 컴 노킹
《돈 컴 노킹》(Non Bussare Alla Mia Porta, Don't Come Knocking)은 미국에서 제작된 빔 벤더스 감독의 2005년 드라마 영화이다. 샘 쉐퍼드 등이 주연으로 출연하였고 피터 쉬워츠코프 등이 제작에 참여하였다. 2005년 칸 영화제에 출품되었다.

## 출연

### 주연
- 샘 쉐퍼드
- 제시카 랭
- 팀 로스
- 가브리엘 만
- 사라 폴리
- 페어루자 볼크
- 에바 마리 세인트

### 조연
- 제임스 가먼
- 조지 케네디
- 마리 쉘톤
- 로드니 A. 그랜드
- 팀 매더슨
- 줄리아 스위니
- 커트 풀러
- 제임스 로데이
- 마잔드라 델피노
- 마리에 델피노

## 기타
- 제작부: 카스튼 H.W. 로렌즈
- 라인프로듀서: 카스튼 브러니그
- 미술: 나단 아몬드슨
- 의상: 캐롤라인느 에셀린
- 배역: 헤이디 르빗